# Državni zavod za statistiku
Državni zavod za statistiku (DZS) je hrvatski državni statistički zavod.

## Povijest
Utemeljen je još 1875. godine, u Austro-Ugarskoj, kao Zemaljski statistički ured, za Kraljevinu Hrvatsku, Slavoniju i Dalmaciju.
Godine 1924. mijenja ime u Statistički ured u Zagrebu. 1929., nakon proglašenja Šestosiječanjske diktature, ured je u potpunosti izgubio ikakvu novčarsku i strukovnu samostalnost u radu, a organizacijski ga se podredilo "direkciji državne statistike Kraljevine Jugoslavije".
Sukladno političkim kretanjima 1939., pripojilo ga se Predsjedničkom uredu Banske vlasti Banovine Hrvatske.
Za postojanja NDH, postoji Ured opće državne brojidbe, a bio je organizacijski u okviru Predsjedništva Vlade.
Godine 1945. utemeljen je Statistički ured Narodne Republike Hrvatske; isti 1951. mijenja ime u Zavod za statistiku i evidenciju, a 1956. u Zavod za statistiku Narodne Republike Hrvatske te 1963. u Republički zavod za statistiku Socijalističke Republike Hrvatske. Zavod je imao samostalnost u novčarskom i području osoblja, ali bio je podređen Saveznom zavodu za statistiku po pitanju obvezatnosti sprovođenja jedinstvenih programa i metodologija koje je isti propisivao.
Republika Hrvatska osnovala je 1992. godine Državni zavod za statistiku koji pod istim imenom djeluje i sada. Zavod je u svome radu potpuno samostalan, ali se u programskom i metodološkom smislu nastoji što više uskladiti sa statistikom Europske unije.

## Zadaće
Zadaća mu je prikupljanje i obrada podataka od interesa Republici Hrvatskoj. Među ostalim, ovaj zavod organizira i vrši popis stanovništva.
Djeluje temeljem Zakona o službenoj statistici.
Svoje redovna statistička istraživanja sprovađa temeljem Programa statističkih aktivnosti Republike Hrvatske, koji se obično odnosi na jedno srednjoročno razdoblje. U tom programu pored DZS-a, sudjeluju i ostali nositelji službene statistike. Svi zajedno su sustavom službene statistike Republike Hrvatske.
Pored srednjoročnih, postoje i godišnji planovi, u kojima se određuju nazivi, sadržaj, obuhvaćenost, provedbene metode, ozemlje statističke obrade, rokovi, odnosna razdoblja te usklađenost statističkih istraživanja sa standardima, kako nacionalnim, tako i međunarodnim.
U radu je samostalan.
DZS, pored glavnog, ima i županijske urede, odnosno i po nekoliko njih u jednoj županiji.

## Vanjske poveznice
- Službene stranice